# Engelstadt

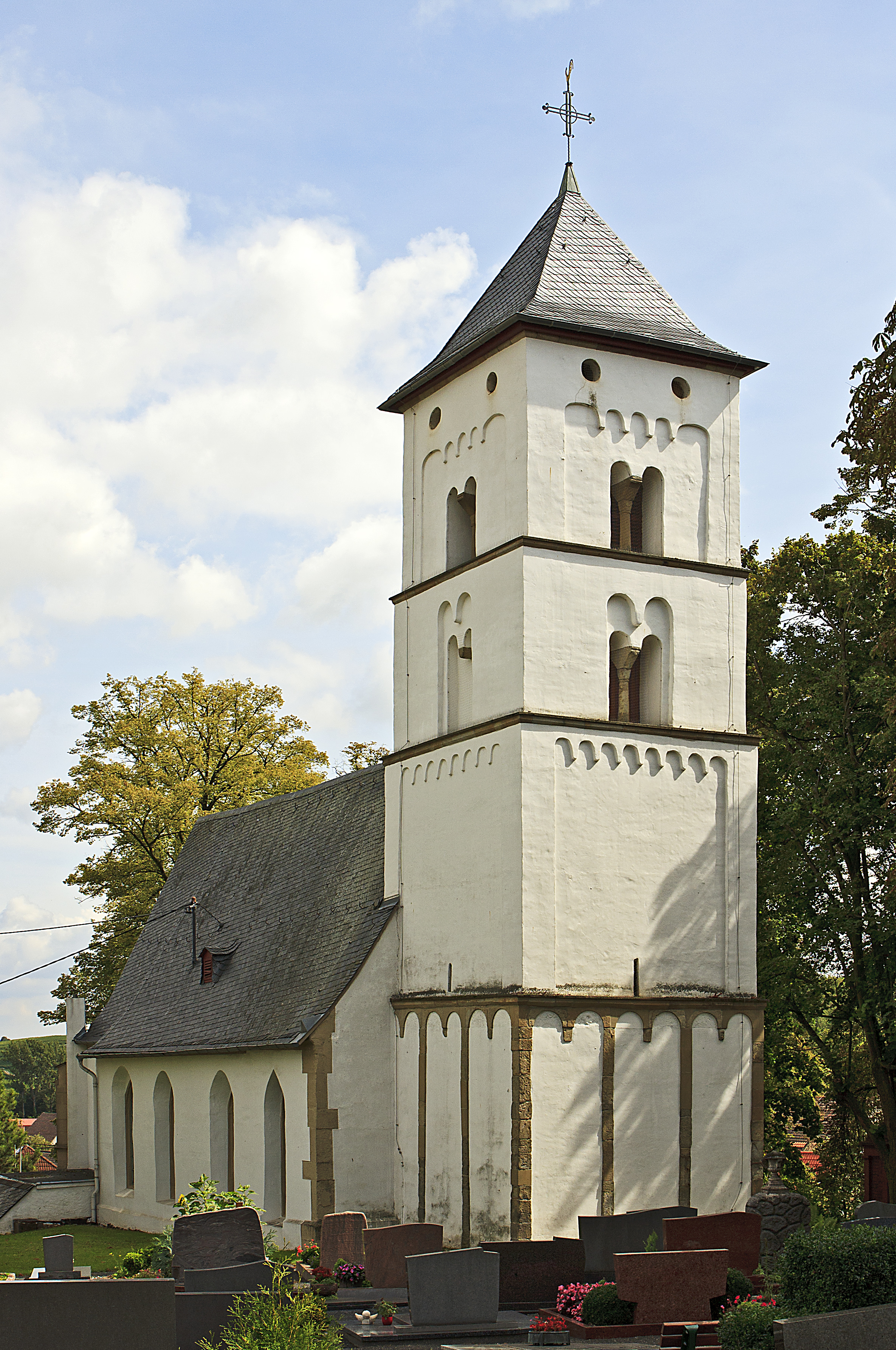
Evangelische Mauritiuskirche

Engelstadt ist eine Ortsgemeinde im Landkreis Mainz-Bingen in Rheinland-Pfalz. Sie gehört der Verbandsgemeinde Gau-Algesheim an.

## Geographie
Engelstadt liegt ca. 15 Kilometer südwestlich von Mainz und ist ein von Landwirtschaft und Weinbau geprägter Ort.

## Geschichte
Der Ort wurde 941 erstmals in einer Urkunde als Engilestat erwähnt.
Der Mainzer Bischof Albert Stohr fand in Engelstadt im Frühjahr 1945 vor den Nationalsozialisten Zuflucht und tauchte bis zum Vorrücken der amerikanischen Armee unter. Drei Tage nach der Einnahme der Stadt Mainz durch die Amerikaner kehrte Stohr am 24. März 1945 in seine Bischofsstadt zurück und begann den Wiederaufbau der Kirche und des Landes.

## Politik

### Gemeinderat
Der Gemeinderat in Engelstadt besteht aus zwölf Ratsmitgliedern, die bei der Kommunalwahl am 9. Juni 2024 in einer Mehrheitswahl gewählt wurden, und dem ehrenamtlichen Ortsbürgermeister als Vorsitzendem.

### Bürgermeister
Stefan Hubert wurde am 12. Oktober 2020 Ortsbürgermeister von Engelstadt. Bei der Direktwahl am 13. September 2020 war er als einziger Kandidat mit 94,6 % Stimmenanteil gewählt worden. Bei der Direktwahl am 9. Juni 2024 wurde er mit einem Stimmenanteil von 71,7 % ohne Gegenkandidat für weitere fünf Jahre in seinem Amt bestätigt.
Huberts Vorgänger war seit 2009 Christoph Neuberger, der zuletzt bei der Kommunalwahl am 26. Mai 2019 mit einem Stimmenanteil von 90,21 % in seinem Amt bestätigt worden war. Mit Wirkung zum 30. Juni 2020 trat Neuberger aus persönlichen Gründen zurück. Bis zum Amtsantritt seines Nachfolgers führte die bisherige Erste Beigeordnete Silke Laven die Amtsgeschäfte.

## Kultur und Sehenswürdigkeiten

### Bauwerke
Die evangelische Pfarrkirche wurde 1228 erstmals erwähnt und ist dem heiligen Mauritius geweiht. Besonders wertvoll ist der karolingische Türsturz im Turm. Die Kirche beherbergt eine 1855 von Hermann Dreymann gebaute Orgel.
Siehe auch: Liste der Kulturdenkmäler in Engelstadt

### Regelmäßige Veranstaltungen
Die Engelstädter Kerb findet immer am zweiten Wochenende im September statt und das Dorffest am dritten Wochenende im Juni.
Engelstadt feiert auch jeden ersten Mittwoch jedes Monats im Jahr ein Weinfest, dort wird Wein vorgestellt und probiert oder verkauft.

## Wirtschaft und Infrastruktur

### Verkehr
Der Ort wird durchquert von der K 16 und ist Beginn der K 17. Der Ort ist weiträumig umschlossen von den Autobahnen A 60 (Norden), A 61 (Westen) und A 63 (Osten).
Engelstadt ist im 1/2-Stunden-Takt an den öffentlichen Nahverkehr angebunden durch zwei Bushaltestellen, die zur Linie 625 und Linie 626 des Rhein-Nahe Nahverkehrsverbunds gehören. Eine der Haltestellen befindet sich an der Kreuzung Bubenheimer Straße und Im Kelterhaus, die andere an der Ecke Hauptstraße und Jugenheimer Straße. Mit den Buslinien gelangt man zu den Bahnhöfen in Gau-Algesheim oder Ingelheim.

### Bildungseinrichtungen
- Gemeindekindergarten